# 克魯莫維察河

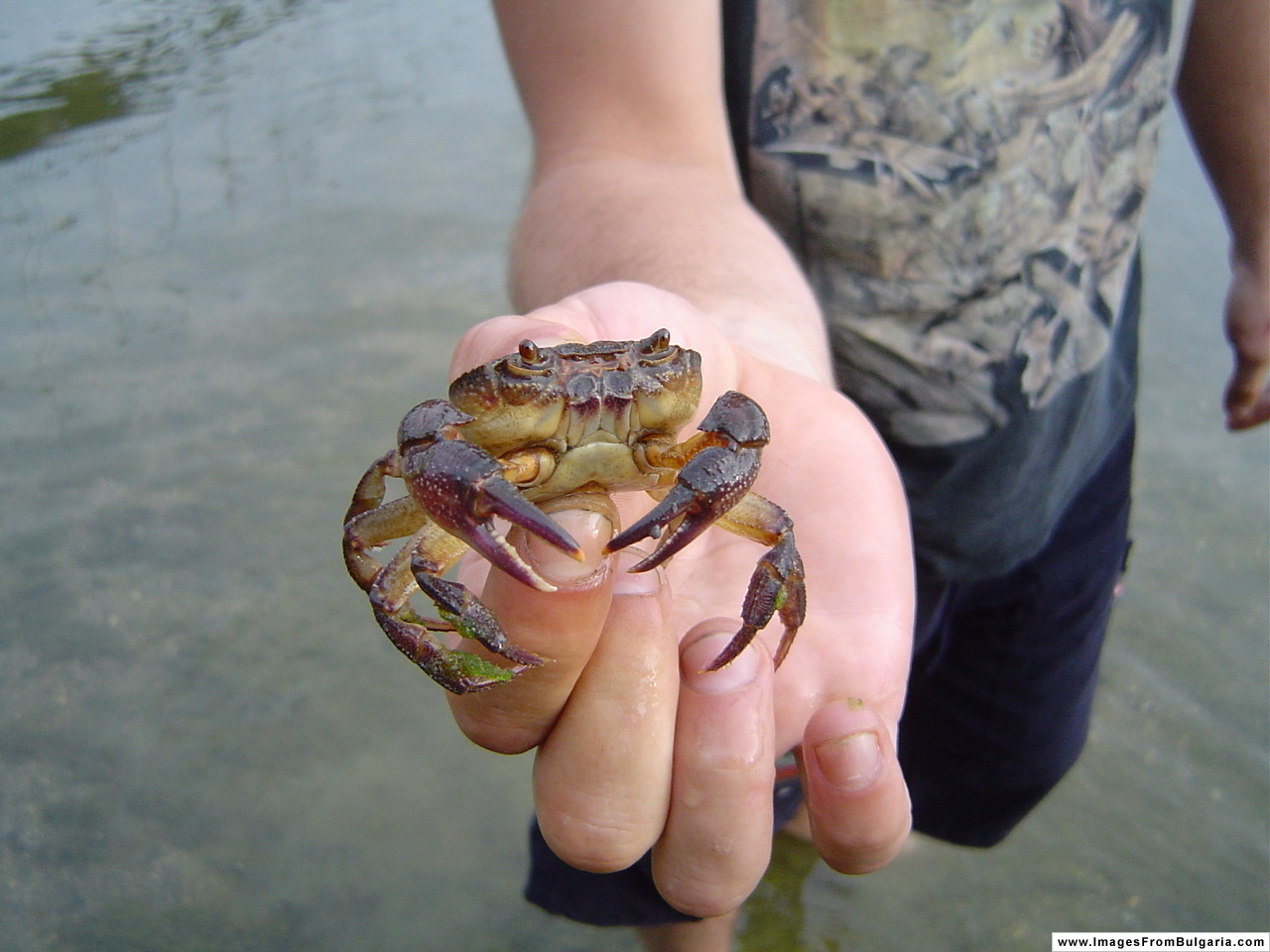

克魯莫維察河是保加利亞的河流，位於該國南部，屬於阿爾達河的支流，河道全長58公里，流域面積671平方公里，發源自洛多皮山脈。
41°37′N 25°42′E / 41.617°N 25.700°E